# Sigmodon fulviventer
Sigmodon fulviventer — вид гризунів родини Cricetidae. Зустрічається в Мексиці і в американських штатах Аризона і Нью-Мексико.

## Морфологічна характеристика
Статевого диморфізму немає, але дорослий самець важить трохи більше самки - 222 грами проти 206 грамів. Хвіст має дрібну луску та вкритий волоссям, що відрізняє його від близькоспорідненого Sigmodon hispidus. Ще одна характеристика, яка відрізняє його від S. hispidus, — короткий і широкий, а не подовжений череп. Зубний ряд вирізняється добре розвиненими верхньощелепними різцями та корінними зубами з високою коронкою. На животі шерсть жовтувато-коричнева, а на спині — чорно-коричневі плями. Є три типи волосяного покриву: щитовий, захисний і підшерстний. Вуса розташовані на обличчі і, як було помічено, відіграють роль у збереженні положення тіла під час плавання.